# 防已黄耆湯
防已黄耆湯(ぼういおうぎとう)は、漢方薬の一つ。出典は、『金匱要略』。
肥満、多汗症、むくみ、関節炎などに用いるもので、体の水分循環を改善し、疲れや痛みをやわらげる効果がある。医療用医薬品と薬局等で販売している一般用医薬品がある。

## 概要
汗っかきなのにむくみやすいなどの症状に効果。水分代謝を促進する防已・黄耆、消化器を活性化する白朮・生姜、大棗、甘草で構成。水分代謝の不調を改善する。たくさん汗をかくのにむくみやすい、身体だるく疲れやすい、尿量が少ない等の症状に適応。

## 適応
体力中等度以下で、疲れやすく、汗のかきやすい傾向があるものの次の諸症：
肥満に伴う関節の腫れや痛み、むくみ、多汗症、肥満症（筋肉にしまりのない、いわゆる水ぶとり）。

## 構成生薬
- 防已
- 黄耆
- 白朮[2]
- 生姜
- 大棗
- 甘草